# Scuola Grande di San Rocco

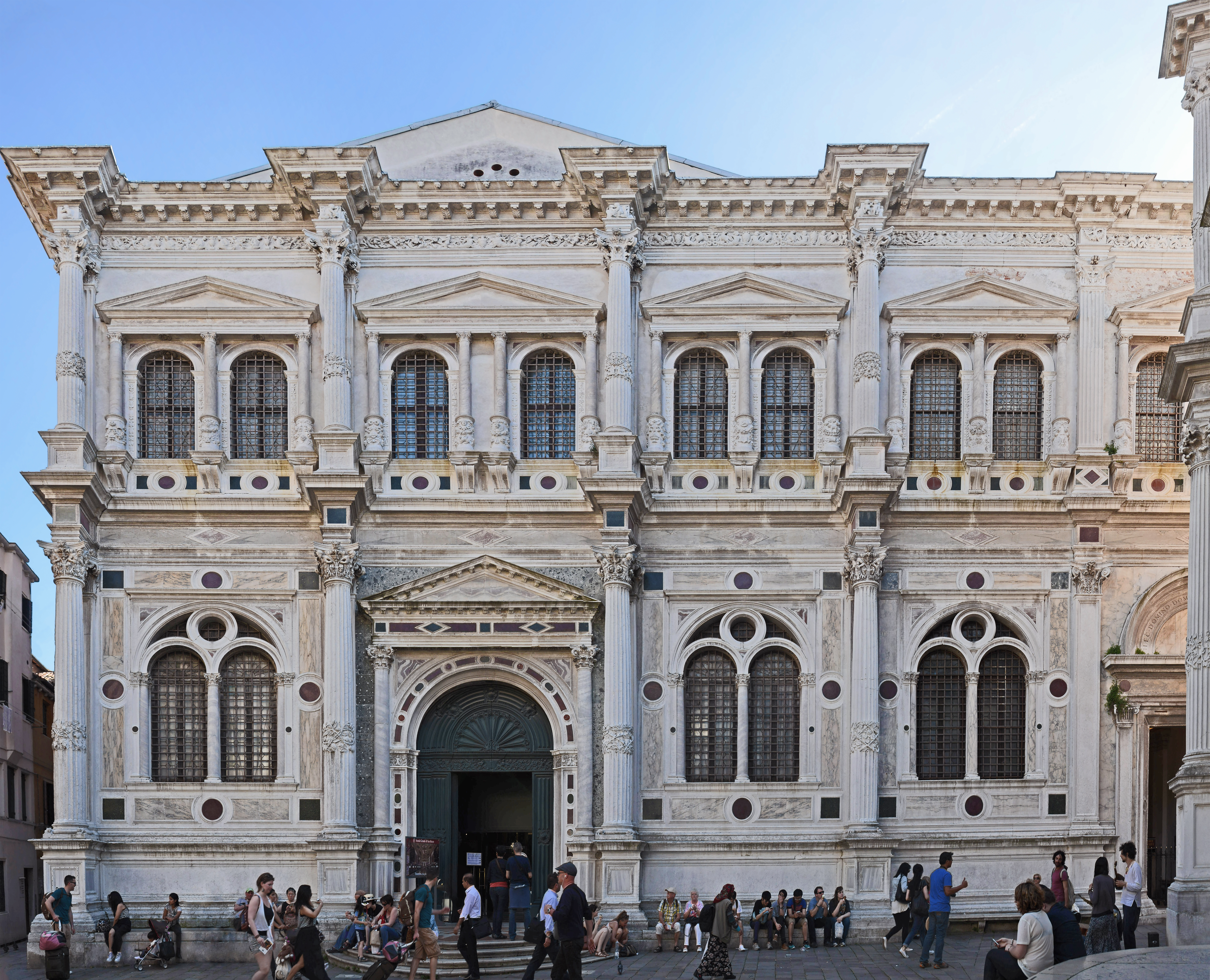
Scuola Grande di San Rocco

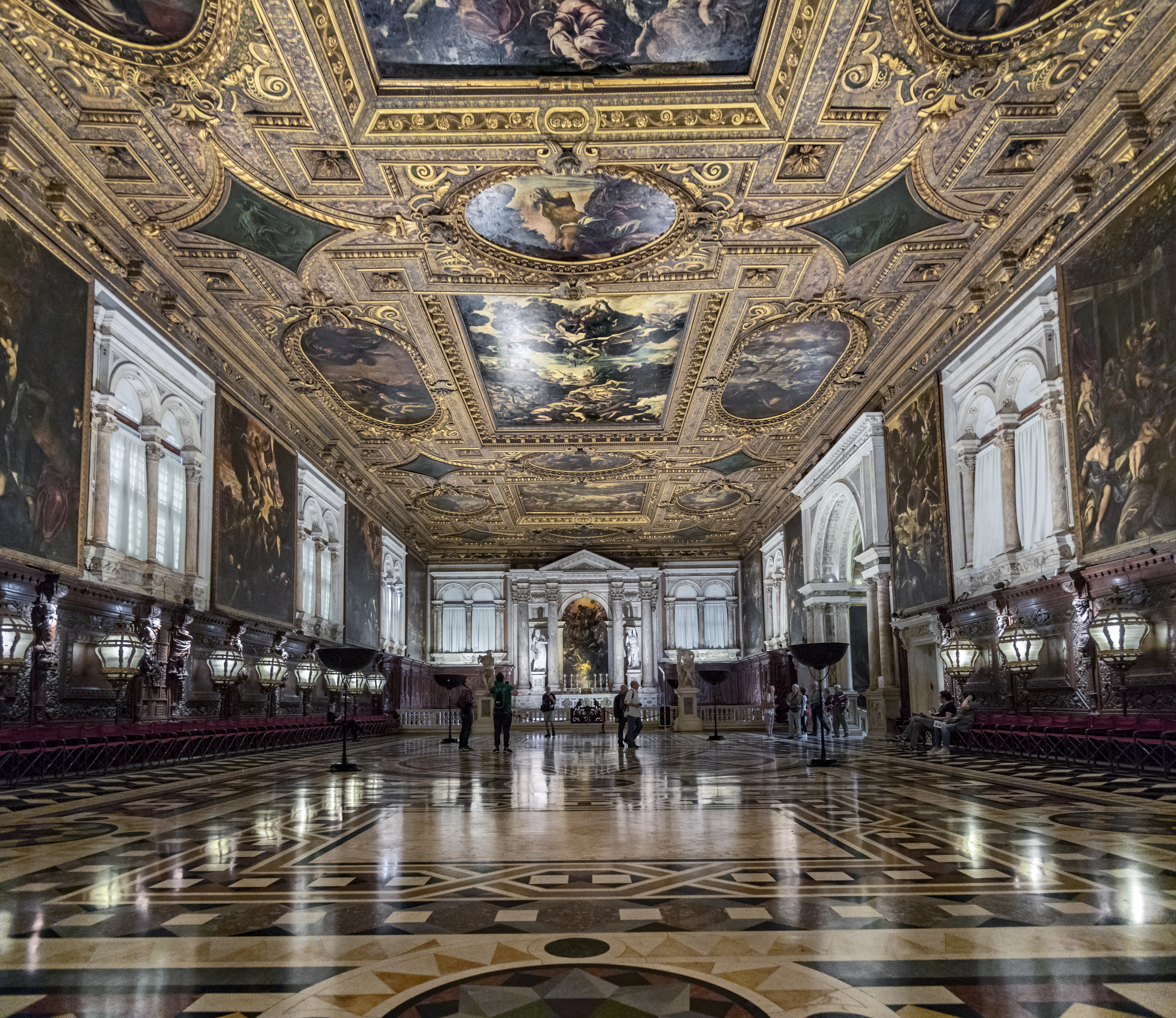
Il Salone Maggiore

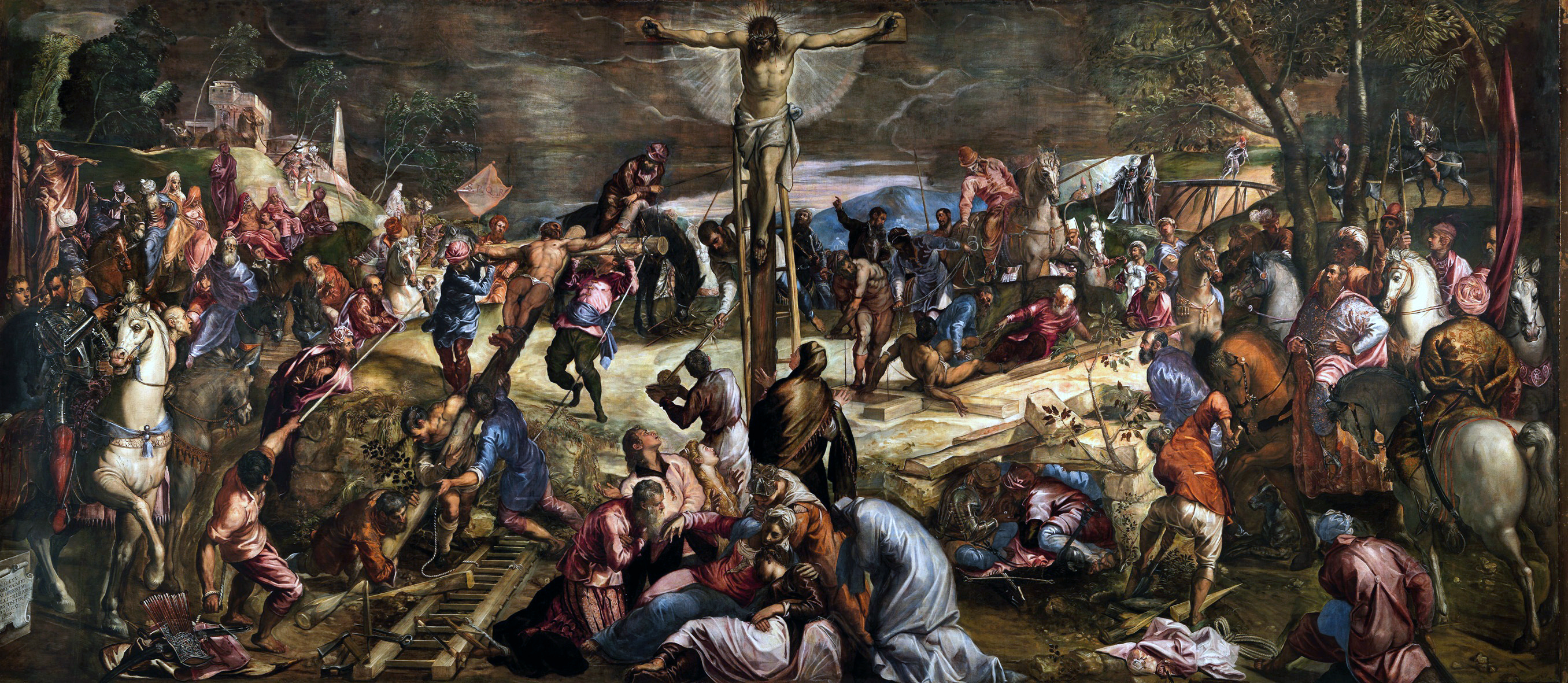
"Kruisiging" door Tintoretto

De Scuola Grande di San Rocco is een gebouw naast de kerk San Rocco in Venetië.

## Geschiedenis
De Scuola is het gebouw van de gelijknamige broederschap, in 1478 gesticht ter ere van de Heilige Rochus (San Rocco) toen er pest heerste in Venetië.
Bouwmeesters waren Bartolemeo Bon, Sante Lombardo en Antonio delli Abbondi.

## Collectie
Vooral de muur- en plafondschilderingen van de kunstschilder Tintoretto in het gebouw zijn bekend.

## Indeling
- Begane grond met de Annunciatie
- Sala Grande (kapittelzaal) op de bovenverdieping met o.a. drie grote schilderijen van Tintoretto: Mozes slaat water uit de rots, Het wonder van de bronzen slang en Het verzamelen van manna
- Sala dell'Albergo met de Kruisiging (1565)